# ناحیه ویلکاکس، شهرستان هنکاک، ایلینوی
ناحیه ویلکاکس (به انگلیسی: Wilcox Township) یک منطقهٔ مسکونی در ایالات متحده آمریکا است که در شهرستان هنکاک، ایلینوی واقع شده‌است. ناحیه ویلکاکس ۱۸۹ متر بالاتر از سطح دریا واقع شده‌است.